# Miluo (città)
Miluo (汨罗市S, MìluóP) è una città-contea della Cina, situata nella provincia di Hunan e amministrata dalla prefettura di Yueyang.
Geograficamente, si trova nel nord-est della provincia, sulla riva orientale del fiume Xiang, a nord della città di Changsha e confina a nord con la contea di Yueyang, a est con la contea di Pingxiang, a sud con la contea di Changsha e il distretto di Wangcheng della città di Changsha, e a ovest con la contea di Xiangyin e la città di Yuanjiang.
L'amministrazione territoriale della città comprende tre sottodistretti e dieci città. La sede del governo è situata a Guiyi (归义镇).
Il nome Miluo deriva dal fiume Miluo, un affluente del corso inferiore del fiume Xiang, noto per essere il luogo d'origine del Dragon Boat Festival, una delle festività tradizionali più celebri della Cina.